# 植田謙吉
植田謙吉（日语：／ Ueda Kenkichi，1875年3月8日—1962年9月11日），大日本帝國陸軍軍人，最終官拜陸軍大將。

## 生平

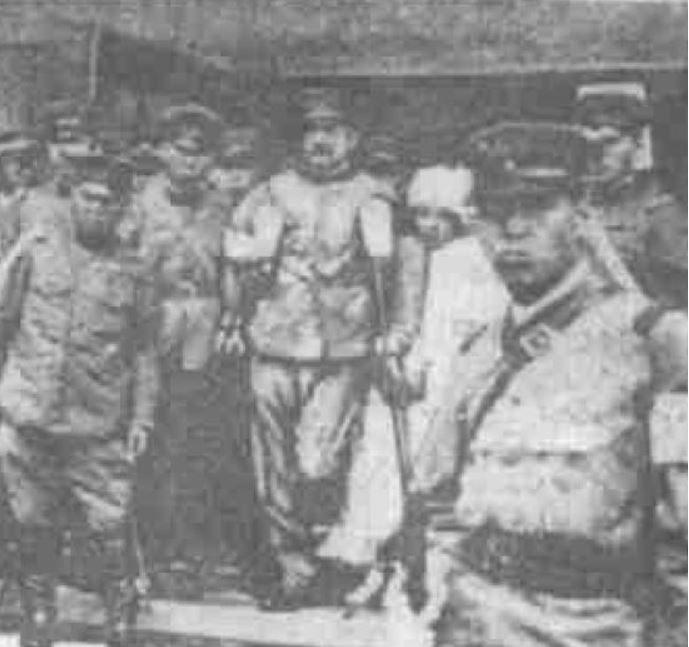
植田謙吉在虹口公园爆炸案中被炸飞半条腿

日本大阪府出身，父植田謙八之第二男。經東京高等商業學校，1897年（明治31年）11月陸軍士官學校（第10期）畢業。任命了騎兵少尉。1909年（明治42年）日本陸軍大學校（第21期）畢業。任第18師團參謀，第16師團參謀，陸軍省軍務局科員，參謀本部部員（派歐洲）。任浦塩的浦盐派遣军參謀，出兵西伯利亞。1923年（大正12年）8月升任少將，歷任了航空部部員，軍馬補充部本部長，1928年（昭和3年）升任中將。1929年8月，任支那駐屯軍司令官。任第9師團長的時候，1932年4月29日被朝鮮愛國者尹奉吉投炸彈受傷（虹口公園炸彈案），截去左腿。1933年任參謀次長。1934年任朝鮮軍司令官，升任大將。1936年任關東軍司令兼駐满洲國大使及關東局局長。1939年在諾門罕戰役，使日本損失慘重而引咎辭職。旋轉入預備役。

## 家屬
- 兄長植田瞭吉，陸軍大佐